# Георги Атанасов (журналист)
Вижте пояснителната страница за други личности с името Георги Атанасов.
Георги Атанасов е български спортен журналист и публицист.

## Биография
Започва от вестник „Работническо дело“ през 80-те години, преминава през „Стандарт“ и „24 часа“.
Главен редактор е на вестниците „Меридиан спринт“, „Меридиан мач“ (създатели са най-добрия му приятел Жаклин Михайлов и Бойко Кръстевич) и създател на „Топспорт“ и спортния сайт www.sport1.bg.
Автор е на книгите „ЦСКА – повече от отбор“, „Тайните на четвъртите в света“ и „Заговорът срещу ЦСКА“. Първата му книга („ЦСКА – повече от отбор“) е написана за ПФК ЦСКА (София), свързана е с 60-годишнината на този клуб и излиза на пазара преди Коледа 2007 г. Във втората му книга („Тайните на четвъртите в света“) авторът предлага на читателите си пикантни подробности около най-големия успех в историята на българския футбол. В третата си книга („Заговорът срещу ЦСКА“) Георги Атанасов описва детайлно как не е даден лиценз на ЦСКА в края на май 2008 г.
Атанасов води ежеседмична рубрика във в. „Уикенд“, в която публикува свои анализи за актуалната политическа обстановка в страната. В края на 2014 г. от печат излиза последната му книга, наречена „Проклятието на прехода“, в която авторът прави дисекция на икономическия грабеж в България през последните 25 години.
Има два брака. Първият е с журналистката Мария Незнакомова, заедно с която има дъщеря и син. Вторият му и настоящ брак е с редакторката и преводачка Вера Генчева.
Привърженик е на ЦСКА и Ливърпул.